# Pala Martinengo

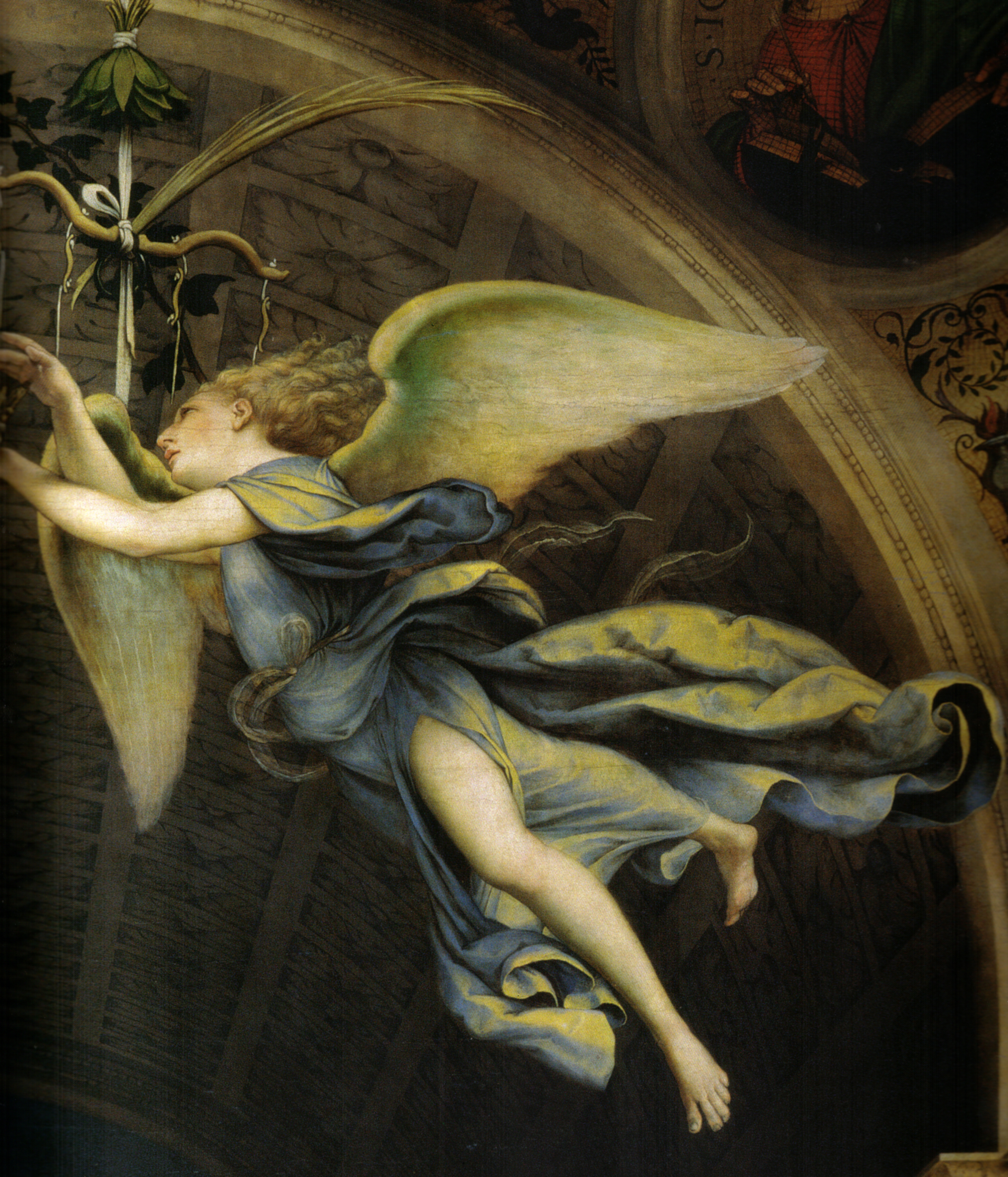
Dettaglio

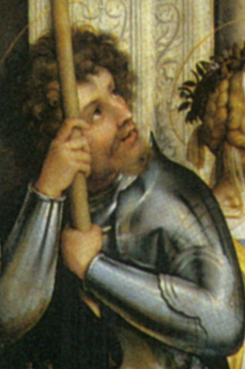
Particolare della pala Martinengo raffigurante sant'Alessandro di Bergamo, forse con i tratti somatici di Alessandro Martinengo Colleoni

La Pala Martinengo è un dipinto a olio su tavola (528x342 cm) di Lorenzo Lotto, databile al 1513-1516 e conservato nella chiesa dei Santi Bartolomeo e Stefano a Bergamo. L'opera è firmata e datata "Laurentius / Lotus / M.D.XVI".

## Storia
Nel maggio 1513 Lorenzo Lotto era a Bergamo per firmare il contratto di allogazione di una grande pala per l'altare maggiore della chiesa di Santo Stefano e Domenico, la pala rappresenta al centro i due santi, finanziata da Alessandro Martinengo Colleoni, nipote di Bartolomeo Colleoni. La bozza del contratto ritrovata nel 1983 dalla storica Francesca Cortesi Bosco non riporta il giorno, ed è inventariato nelle carte del convento domenicano come “maggio 1513”.

La bozza del contratto recuperata dalla storica Bosco e pubblicata nel 1983, indica due garanti il conte Giovanni Davide Brembati e Francesco Bottagisio. Il nome di quest'ultimo fu poi depennato, forse perché mancante nella città, e forse sostituito da Domenico Tasso.
(Filza 2 n. 83'-Archivio degli Istituti Educativi in deposito all'Archivio di Stato di Bergamo, Convento S. Bartolomeo, Annali della chiesa e convento di s. Stefano e Bertolameo estratti da me Clemente Zillioli da tutti li librie carte del Convento sudetto - 1728)
Fu ultimata tre anni dopo, nel 1516, come attesta la firma, e fu pagata la straordinaria somma di 500 ducati. Per il committente si trattava di un'operazione tesa a ribadire il prestigio proprio e familiare, rinnovando la tradizione di alte commissioni artistiche come nel caso della vicina Cappella Colleoni. La scelta di un artista veneziano doveva sottolineare il legame di amicizia di Bergamo con la dominante Venezia, dove Martinengo Colleoni, che aveva sposato la veneziana Bianca Mocenigo, risiedeva abitualmente, trascorrendo solo brevi periodi nel castello di Malpaga. 
Difficile sapere come il Lotto fosse venuto a conoscenza della possibile realizzazione di un'opera pubblica in Bergamo, un lavoro sicuramente di prestigio. Un tramite potrebbero essere stati i confratelli domenicani della chiesa nelle Marche, regione in cui Lotto aveva trascorso un periodo. Si potrebbe altresì considerare la presenza dell'artista a Roma dove potrebbe aver conosciuto Domenico Tasso che lavorava al servizio del papa come servizio postale papale facendo ritorno a Bergamo proprio nel 1512, e che aveva già commissionato ad Ambrogio da Fossano la Pala di Santo Spirito. Domenico Tasso era anche cugino, per via della moglie di Bottagisio, inserito tra i garanti del contratto. Anche se era ritenuto per questo motivo filo-milanese, al suo ritorno a Bergamo collaborò attivamente con l'amministrazione cittadina veneziana. Inoltre il fratello di Domenico, Luigi Tasso era stato vescovo a Recanati, città che Lotto ben conosceva.
Nel 1561 la chiesa venne distrutta per poter fortificare le mura venete, e la pala con altri pochi arredi venne spostata nella nuova collocazione nella chiesa di San Bartolomeo, nella parte bassa di Bergamo.
La pala, la più grande mai dipinta da Lotto, era anticamente corredata da una predella divisa in tre pannelli raffiguranti San Domenico resuscita Napoleone Orsini, Deposizione di Cristo nel sepolcro e Lapidazione di santo Stefano, conservati nella pinacoteca dell'Accademia Carrara, mentre la cimasa è conservata nel museo di Budapest. Il complesso originale fu smembrato durante uno dei trasferimenti che l'opera subì a causa della distruzione della chiesa di Santo Stefano nel 1561.
Durante il primo conflitto mondiale, la pala fu rimossa, per prima tra le opere di Bergamo, conservata in località sicura e riposizionata al termine del conflitto per preservarla dai bombardamenti.

## Descrizione e stile
Il soggetto principale della tavola è la sacra conversazione, con la Madonna col Bambino seduta su un trono circondata da santi, è il dipinto più grande che l'artista eseguì a Bergamo. Il Lotto era di ritorno da Roma dove aveva presenziato nel 1512, al primo scoprimento della volta della Cappella Sistina, arrivava quindi a Bergamo carico di entusiasmo e di grandiose aspirazioni. La scena è ambientata in una grandiosa architettura sacra di gusto bramantesco, con le figure inserite, contrariamente al solito, verso la fuga di colonne della navata, e non sullo sfondo dell'abside, al limite fra l'ombra e la luce, con una volta a botte cassettonata ravvivata ai lati da colonnati. Al centro si apre un tamburo circolare nel soffitto, dove si troverebbe la cupola, impostata su pennacchi con mosaici degli evangelisti, Marco e Giovanni, dando la sensazione di un ambiente che si amplifichi oltre lo spazio dipinto. Qui la struttura è aperta verso il cielo, da dove piove la luce e si affacciano due angeli da una balaustra, forse riecheggiando la Camera degli Sposi di Mantegna. Essi reggono festoni e imprese, mentre altri due, con le vesti azzurre che cangiano in oro, stanno volando sopra Maria reggendone la corona. La decifrazione dei simboli, delle allusioni e delle iscrizioni della parte alta ("Divina Suave") è un'impresa che ha messo alla prova la critica, non pienamente conclusa. Pare che alcuni degli oggetti si ispirino ai simboli criptici della Hypnerotomachia Poliphili, alludendo ai benefici del Regno dei Cieli e del dominio veneziano su Bergamo, di cui il Martinengo era un sostenitore. "Divina" sarebbe infatti la giustizia (il cartiglio è appeso sopra una spada) e "soave" il giogo che penzola, riferito ai Veneziani.
La parte inferiore ha uno schema più tradizionale, con la Madonna sull'alto trono con la base zoomorfa, intagliata con branche leonine che si ricollegano al leone di san Marco che si affaccia dietro a sinistra, vicino all'evangelista. Dieci santi sono disposti a semicerchio, a partire, a sinistra, da sant'Alessandro, eponimo del committente, che è ritratto in una sfolgorante armatura, ricca di riflessi metallici, nel cui volto venne forse inserito il ritratto di Alessandro Martinengo; accanto a lui si trova probabilmente il ritratto della moglie Barbara, raffigurata come la santa.
Segue Giacomo maggiore, col bastone di pellegrino, san Domenico in posizione preminente a lato del trono, in quanto titolare della chiesa, la raffigurazione del santo sembra riprendere il medesimo soggetto presente nel polittico di Recanati ma in versione più anziana, e san Marco con accanto il leone. Dall'altro lato si vedono Caterina d'Alessandria, con la ruota dentata rotta e la palma del martirio, santo Stefano, l'altro titolare della chiesa, sant'Agostino, vestito da vescovo, san Giovanni Battista, ruotato di spalle, e san Sebastiano, con le frecce. In quest'ultimo santo si vede bene la nuova concezione luminosa cinquecentesca, che in nome di un più accurato realismo ed effetti più scenografici non esita a lasciare parzialmente in ombra uno dei protagonisti della pala.
In basso, ai piedi del trono, si vedono due angioletti che Lotto, con la sua consueta ironia, dipinse mentre giocosamente stanno cercando di distendere un telo.

## Altri scomparti
Alla Pala Martinengo vengono di solito riferiti anche questi scomparti:
- Angelo con scettro e globo (cimasa), 46x155 cm, Budapest, Museo di belle arti
- Martirio di santo Stefano (predella), 51x97 cm, Bergamo, Accademia Carrara
- Deposizione di Cristo (predella), 51x97 cm, Bergamo, Accademia Carrara
- San Domenico resuscita Napoleone Orsini (predella), 51x97 cm, Bergamo, Accademia Carrara
- Martirio di sant'Alessandro (tondo, tela), 16,8 cm di diametro, Raleigh, North Carolina Museum of Art
- Pietà (tondo, tela), 16,8 cm di diametro, Raleigh, North Carolina Museum of Art
- San Pietro martire (dai pilastrini, tela), 24x53 cm, Firenze, Fondazione Longhi
- Santo domenicano (dai pilastrini, tela), 24x53 cm, Firenze, Fondazione Longhi

## Altre immagini

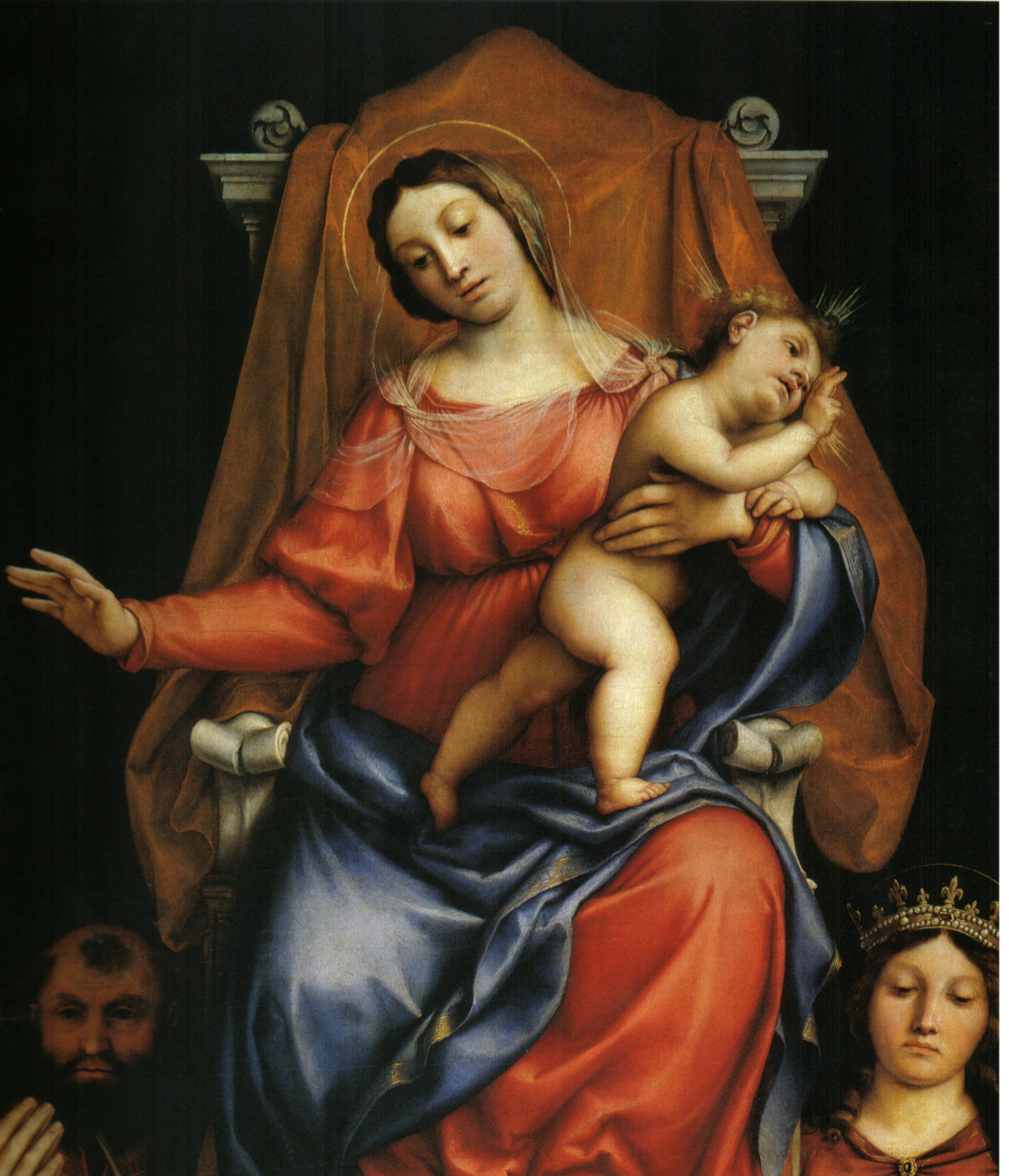
Dettaglio
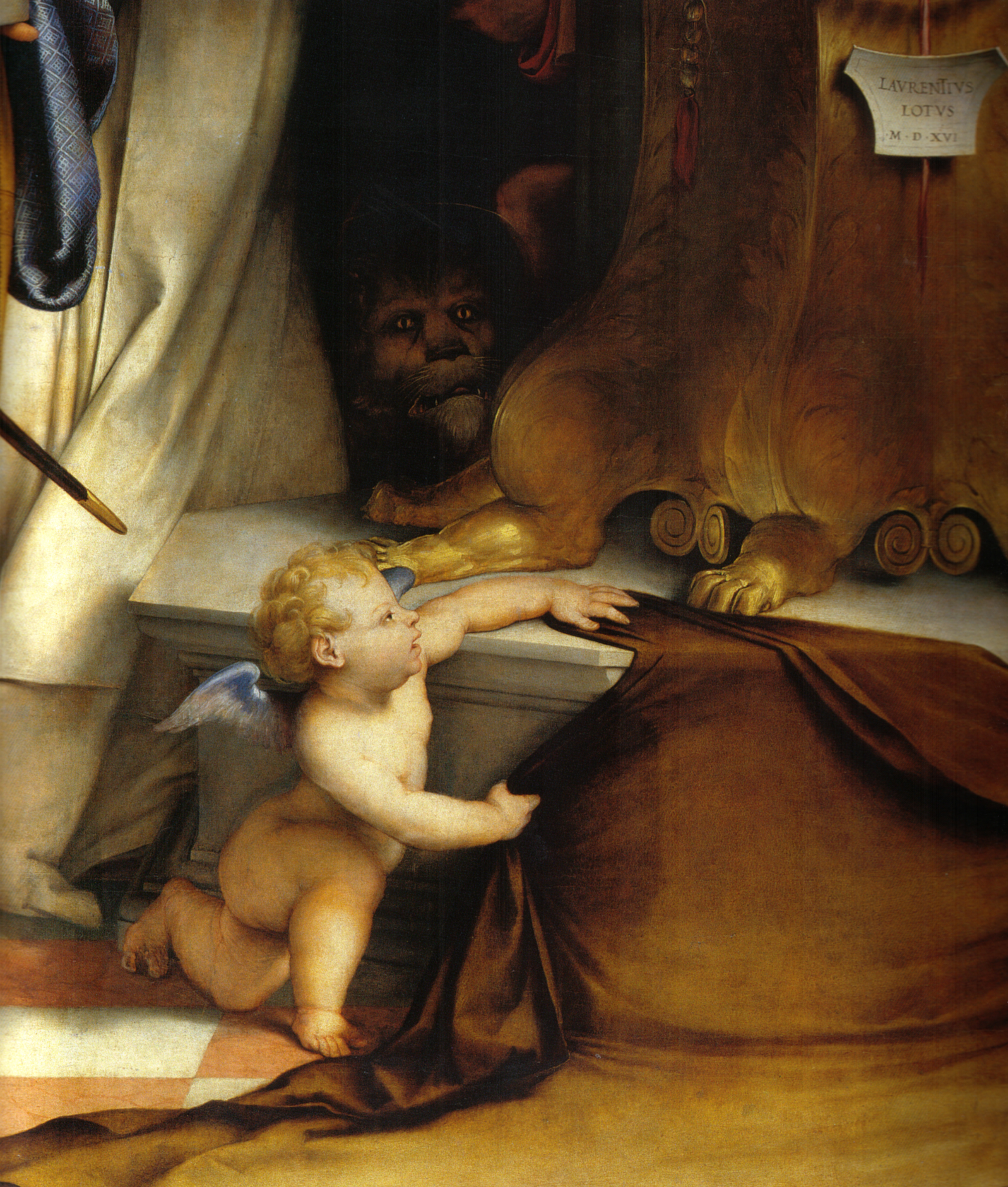
Dettaglio
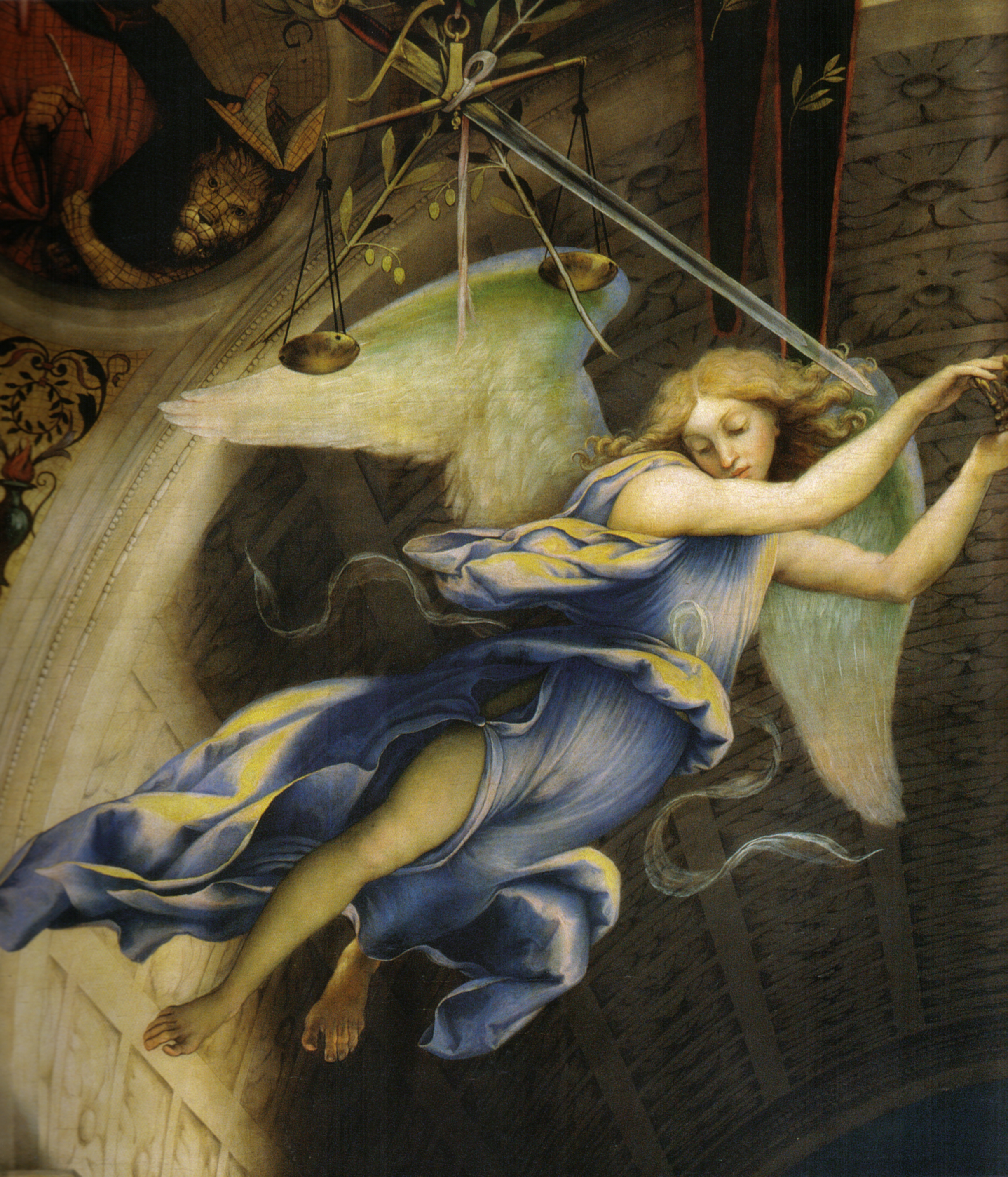
Dettaglio